# Tales of Tomorrow
Tales of Tomorrow is een Amerikaanse bloemlezing/sciencefictionserie die werd uitgezonden op ABC van 1951 tot 1953.
De serie bevatte verfilmingen van verhalen als Frankenstein, met Lon Chaney, Jr., Twintigduizend mijlen onder zee met Thomas Mitchell als Kapitein Nemo en vele anderen. Acteurs die meewerkten aan de serie waren Boris Karloff, Brian Keith, Rod Steiger, Bruce Cabot, Franchot Tone, Gene Lockhart, Walter Abel en Leslie Nielsen.
De meeste afleveringen zijn op dvd uitgebracht.